# Волейбол на Центральноамериканских играх
Волейбольные турниры Центральноамериканских игр — соревнования для национальных сборных команд стран Центральной Америки, проводимые в рамках Центральноамериканских игр под эгидой Центральноамериканской спортивной организации (ORDECA).
Центральноамериканские игры проводятся с 1973 года. Волейбол входит в программу с первых Игр (2006). Участвуют сборные команды стран, входящих в NORCECA и ORDECA.
В волейбольных турнирах Центральноамериканских игр побеждали сборные Коста-Рики (2 раза у мужчин и 8 у женщин), Панамы (3 и 1), Гондураса (1 и 1) и Гватемалы (4 у мужчин).

## Призёры

### Мужчины
| Год  | Место проведения          | 1-е место  | 2-е место  | 3-е место  |
| ---- | ------------------------- | ---------- | ---------- | ---------- |
| 1973 | Гватемала (Гватемала)     | Панама     | Гватемала  | Сальвадор  |
| 1977 | Сан-Сальвадор (Сальвадор) | Гватемала  | Панама     | Коста-Рика |
| 1986 | Гватемала (Гватемала)     | Гватемала  | Коста-Рика | Никарагуа  |
| 1990 | Тегусигальпа (Гондурас)   | Коста-Рика | Никарагуа  | Гондурас   |
| 1994 | Сан-Сальвадор (Сальвадор) | Панама     | Гондурас   | Коста-Рика |
| 1997 | Сан-Педро-Сула (Гондурас) | Гватемала  | Гондурас   | Белиз      |
| 2001 | Гватемала (Гватемала)     | Коста-Рика | Гондурас   | Сальвадор  |
| 2010 | Панама (Панама)           | Панама     | Коста-Рика | Гондурас   |
| 2013 | Сан-Хосе (Коста-Рика)     | Гондурас   | Коста-Рика | Панама     |
| 2017 | Манагуа (Никарагуа)       | Гватемала  | Сальвадор  | Гондурас   |

### Женщины
| Год  | Место проведения          | 1-е место  | 2-е место  | 3-е место  |
| ---- | ------------------------- | ---------- | ---------- | ---------- |
| 1973 | Гватемала (Гватемала)     | Панама     | Гватемала  | Коста-Рика |
| 1977 | Сан-Сальвадор (Сальвадор) | Коста-Рика | Панама     | Сальвадор  |
| 1986 | Гватемала (Гватемала)     | Коста-Рика | Никарагуа  | Гватемала  |
| 1990 | Тегусигальпа (Гондурас)   | Коста-Рика | Гондурас   | Гватемала  |
| 1994 | Сан-Сальвадор (Сальвадор) | Коста-Рика | Никарагуа  | Панама     |
| 1997 | Сан-Педро-Сула (Гондурас) | Гондурас   | Коста-Рика | Никарагуа  |
| 2001 | Гватемала (Гватемала)     | Коста-Рика | Гватемала  | Никарагуа  |
| 2010 | Панама (Панама)           | Коста-Рика | Никарагуа  | Панама     |
| 2013 | Сан-Хосе (Коста-Рика)     | Коста-Рика | Гватемала  | Никарагуа  |
| 2017 | Сан-Хосе (Коста-Рика)     | Коста-Рика | Никарагуа  | Гватемала  |